# Yagyū Muneyoshi
Yagyū Muneyoshi (jap. 柳生 宗厳; * 1527 in der Nähe von Nara; † 25. März 1606 in Kyōto) war ein bekannter Schwertkämpfer Japans. Sein Künstlername lautete Sekishūsai (石舟斎).

## Leben
Yagyū Muneyoshi entstammte einer Daimyō-Familie des Taira-Clans. Als der Kriegsherr Tsutsui Junshō 1544 versuchte, das Gebiet der Yagyū zu erobern, zogen diese sich in ihre Burg zurück und stellten sich von dort aus dem Kampf. Der Yagyū-Clan konnte die Belagerer drei Tage lang abhalten, am dritten Tag aber mussten sie kapitulieren. In dieser Schlacht focht Muneyoshi im Alter von 17 Jahren seinen ersten Kampf. Aufgrund der Niederlage mussten die Yagyū ihren Besieger Tsutsui als neuen General anerkennen.
Er freundete sich mit dem Gründer der Shinkage-ryū (Reformierte Schatten-Schule) Kamiizumi Hidetsuna an, nachdem er ein Duell gegen dessen Neffen und Schüler Hikita Bungorō verlor. Als Kamiizumis bester Schüler wurde er von ihm nach einigen Jahren als Oberhaupt der Schule eingesetzt, welche Muneyoshi nach dem Tod seines Lehrers in Yagyū Shinkage-ryū umbenannte. Der Stil verwendete schon damals ein Fukuro Shinai, eine Abwandlung des Bambusschwertes Shinai.
Nachdem Yagyū Muneyoshi ab 1566 als Lehrer des Shōgun Ashikaga Yoshiaki tätig gewesen war, besuchte er mit seinem Sohn Yagyū Munenori 1594 Kyōto, wo er als Unbewaffneter den mit einem Holzschwert bewaffneten Tokugawa Ieyasu bei einer Demonstration seiner Fähigkeiten mit einer Wurftechnik entwaffnete und besiegte. Daraufhin wurde er Tokugawas Hyōdo (Lehrer in militärischen Angelegenheiten).
Er nahm im Zuge der japanischen Reichseinigung an verschiedenen Schlachten teil. 1577 unterlag er Oda Nobunaga.
Von einer Schlacht gegen die mit dem Clan der Matsunaga verbündeten Sōhei, wird berichtet, dass er „einen Pfeil mit der Hand abgefangen haben soll“.
Weiterhin bildete er Ninjatruppen aus, die eine der Grundlagen für die japanische Geheimpolizei wurden.